# Župnija Reteče
Župnija Reteče je rimskokatoliška teritorialna župnija dekanije Škofja Loka nadškofije Ljubljana.